# Ясский университет искусств Джордже Энеску
Национальный университет искусств имени Джордже Энеску в Яссах (рум. Universitatea Națională de Arte „George Enescu” din Iași) — высшее государственное учебное заведение Румынии, расположенное в городе Яссы.
В 1997 году назван в честь румынского композитора Джордже Энеску.

## История

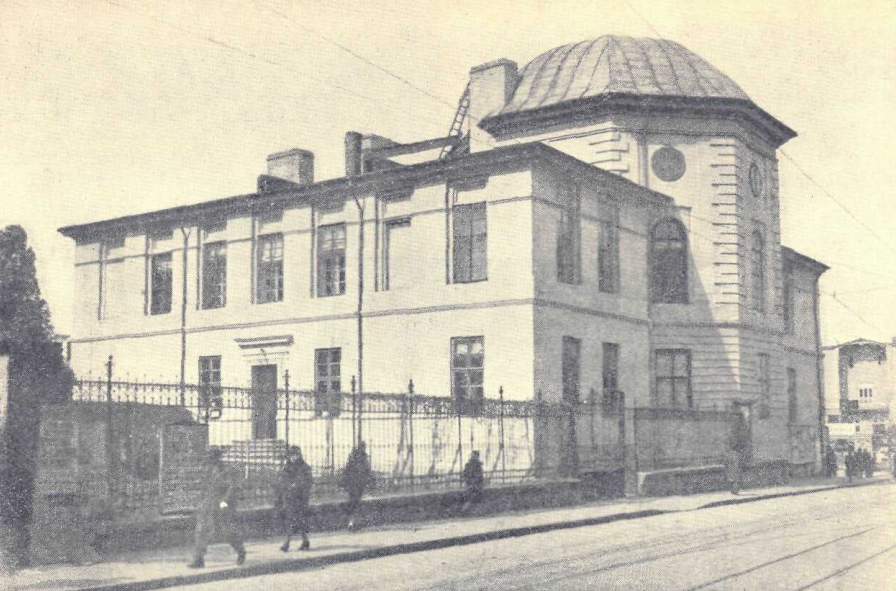
Ясский университет искусств в 1932 г.

Создан 1 октября 1860 года как Школа музыки и декламации по указу князя Объединённого княжества Молдавии и Валахии Александру Иона Куза, затем, 26 дней спустя, основана Школа скульптуры и живописи. В октябре 1864 года Александру Куза утвердил Устав Консерватории музыки и декламации и Устав Национальной школы изобразительного искусства (предусматривавший отделы живописи, скульптуры, гравюры, архитектуры и искусства ландшафтной архитектуры).
В 1931 году Консерватория и Национальная школа изобразительных искусств стали Академией музыки и драматургии в г. Яссы и Академией художеств там же.
После Второй мировой войны две академии были объединены в Ясскую консерваторию имени Джордже Энеску. В 1992 году создана Академия искусств имени Джордже Энеску, предусматривавшая образование в сфере визуальных искусств, театра и музыки. С 1997 года — Национальный университет искусств имени Джордже Энеску в Яссах.

## Задачи
Основной целью Национального университета искусств имени Джордже Энеску является формирование личности будущих художников и внесение посильного вклада в развитие румынской и мировой культуры; подготовка специалистов в области искусства (музыка, изобразительное искусство, драма), организация и формирование образования в области искусства Румынии.

## Структура
В составе университета три факультета:
- Факультет музыкального исполнения (со специализацией музыкальное образование, композиция, музыковедение, религиозная музыка).
- Театральный факультет (со специализациями: театральное искусство, режиссура, искусство кукольного театра, театроведение).
- Факультет изобразительного и декоративно-прикладного искусства и дизайна (со специализациями: живопись, скульптура, графика, текстильное искусство; художественно-педагогическое образование, консервация и реставрация произведений искусства, дизайн).

Как один из лидеров в области румынской культуры, университет способствует защите, сохранению и популяризации румынского художественного творчества, развитию и содействию формирования художественного вкуса к красоте и подлинным произведениям искусства.

## Известные выпускники и преподаватели
- Баба, Корнелиу
- Баешу, Аурел
- Бенчиле, Октав
- Георге Леонида
- Даркле, Хариклея
- Димитреску, Штефан
- Казабан, Жюль
- Кауделла, Эдуард
- Кауделла, Франц Серафим
- Рессу, Камиль